# Austroniscus vinogradovi
Austroniscus vinogradovi is een pissebed uit de familie Nannoniscidae. De wetenschappelijke naam van de soort is voor het eerst geldig gepubliceerd in 1950 door Gurjanova.